# Nanni Loy
Nanni Loy (ur. 23 października 1925 w Cagliari, zm. 21 sierpnia 1995 w Fiumicino) – włoski reżyser, scenarzysta i aktor filmowy i telewizyjny.

## Życiorys
Urodził się na Sardynii w rodzinie o korzeniach arystokratycznych. Ojciec Guglielmo Loy-Donà był prawnikiem, a matka Anna Sanjust - markizą Neoneli. Szwagierka Nanniego, Rosetta Loy, była znaną powieściopisarką.
Loy najpierw ukończył prawo, po czym studiował reżyserię w słynnej rzymskiej uczelni filmowej Centro sperimentale di cinematografia. Pracę na planie filmowym rozpoczął na początku lat 50. jako asystent takich reżyserów, jak Luigi Zampa, Goffredo Alessandrini czy Augusto Genina. Jako samodzielny reżyser zadebiutował komedią Honor złodzieja (1957), nakręconą wspólnie z Giannim Puccinim.
Do historii włoskiego kina wszedł dzięki dramatowi wojennemu Cztery dni Neapolu (1962), opowiadającemu o antynazistowskim ruchu oporu. Film ten, nawiązujący do poetyki neorealistycznej, cieszył się dużym powodzeniem i zdobył dwie nominacje do Oscara: za najlepszy film nieanglojęzyczny oraz za najlepszy scenariusz oryginalny.
Później kręcił przeważnie lekkie komedie, m.in. Głowę rodziny (1967) z Nino Manfredim w roli głównej czy Urlop w więzieniu (1971) z Alberto Sordim, który za swoją kreację zdobył Srebrnego Niedźwiedzia dla najlepszego aktora na 22. MFF w Berlinie. Sukces przyniosły mu neapolitańskie komedie Café Express (1980) z Manfredim oraz Posyła mnie Picone (1984) z Giancarlo Gianninim.
Żonaty z Biancą Marchesano, z którą miał czworo dzieci: córkę Caterinę oraz synów Franceska, Tommaso i Guglielmo. Loy zmarł na zawał serca w Fiumicino pod Rzymem w wieku 69 lat. Został pochowany na rzymskim cmentarzu Campo Verano.